# Thomas Egerton
Thomas Egerton I visconte Brackley (Cheshire, 1540 – Dodleston, 15 marzo 1617) della nobiltà inglese, servì come lord cancelliere.

## Biografia
Thomas Egerton nacque nel Cheshire nel 1540, figlio illegittimo di Richard Egerton e di una donna nubile di nome Alice Sparks. Fu riconosciuto dal padre, che finanziò la sua istruzione facendolo studiare presso il Brasenose College di Oxford, dove conseguì il baccellierato nel 1559. Successivamente studiò legge presso il Lincoln's Inn e divenne un barrister, un tipo di avvocato con la facoltà di discutere cause presso le corti di grado superiore.
Seppe costruirsi una certa reputazione come avvocato e quando Elisabetta I d'Inghilterra lo vide patrocinare una causa contro la corona decise di nominarlo Queen's Counsel, avvocato incaricato di occuparsi degli affari legali della regina. Il 28 giugno 1581 fu nominato Solicitor General, un incarico che gli permetteva di presenziare alle sedute del Gabinetto e di portare avanti le cause in assenza del procuratore generale per l'Inghilterra e il Galles.
Si sposò con Elizabeth Ravenscroft, dalla quale ebbe due figli, un maschio ed una femmina.
Il nuovo incarico lo portò spesso a patrocinare cause per la corona, sostituendo spesso anche il procuratore generale, anche in dibattimenti piuttosto importanti: fu tra gli accusatori di Maria Stuarda, o di Philip Howard, XX conte di Arundel (28 giugno 1557 - 19 ottobre 1595), processato per alto tradimento a seguito del suo tentativo di fuga dall'Inghilterra protestante. Nel 1592 era stato nominato procuratore generale per l'Inghilterra e il Galles e l'anno dopo venne investito del titolo di cavaliere.
Il 10 aprile 1594 fu nominato Master of the Rolls diventando quindi il giudice incaricato di presiedere alle cause civili della corte d'appello, ruolo in cui mostrò una buona equità, in quel periodo conobbe Francesco Bacone e ne divenne il mentore.
Morta la prima moglie, si risposò con una vedova, Elizabeth Walley, e in seguito al matrimonio comprò la proprietà di Tatton Park, nel nativo Cheshire. Rimasto nuovamente vedovo, sposò Alice Spencer (4 maggio 1559 - 23 gennaio 1637). Assunse come segretario John Donne, che divenne un poeta e letterato piuttosto famoso, ma il loro rapporto terminò piuttosto bruscamente quando, nel 1601, Donne sposò segretamente la nipote di Egerton, Anne Moore.
Il 6 maggio 1596 Egerton venne creato Lord Keeper of the Great Seal, incarico che prevedeva la custodia fisica del sigillo reale. Continuò anche ad esercitare la professione di giudice e per quanto fosse stimato, non erano pochi quelli che non lo amavano a causa del suo ribaltare di frequente le sentenze. Durante il 9° parlamento del regno di Elisabetta I (1597-1598) Thomas sostenne la riforma che avrebbe portato all'introduzione del monopolio.
Fu amico di Robert Devereux, II conte d'Essex e spesso mediò i rapporti fra il conte e la regina, ma quando il conte di Essex venne processato per aver disobbedito agli ordini della regina, ne presiedette il processo, che si aprì nel settembre del 1599. Riuscì a fargli avere gli arresti domiciliari e cercò di convincere il conte a chiedere scusa alla regina e ad implorare il perdono, ma pronunciò poi contro di lui la sentenza che prevedeva l'interdizione dagli uffici, la confisca dei beni ed il confino.
Circa un anno dopo Essex si ribellò e Egerton venne mandato a convincerlo ad arrendersi, ma venne invece preso come ostaggio e fu rilasciato diverse ore dopo dai complici del conte, che speravano così di ottenere la clemenza reale.
Quando ad Elisabetta successe Giacomo I d'Inghilterra Egerton mantenne gli stessi incarichi e fu anche creato visconte di Brackley il 19 luglio 1603. Continuò ad esercitare la professione e ad essere al servizio del re fino alla morte avvenuta il 15 marzo 1617. Il re aveva accettato le sue dimissioni solo due settimane prima.